# Alte Traunsteiner Hütte

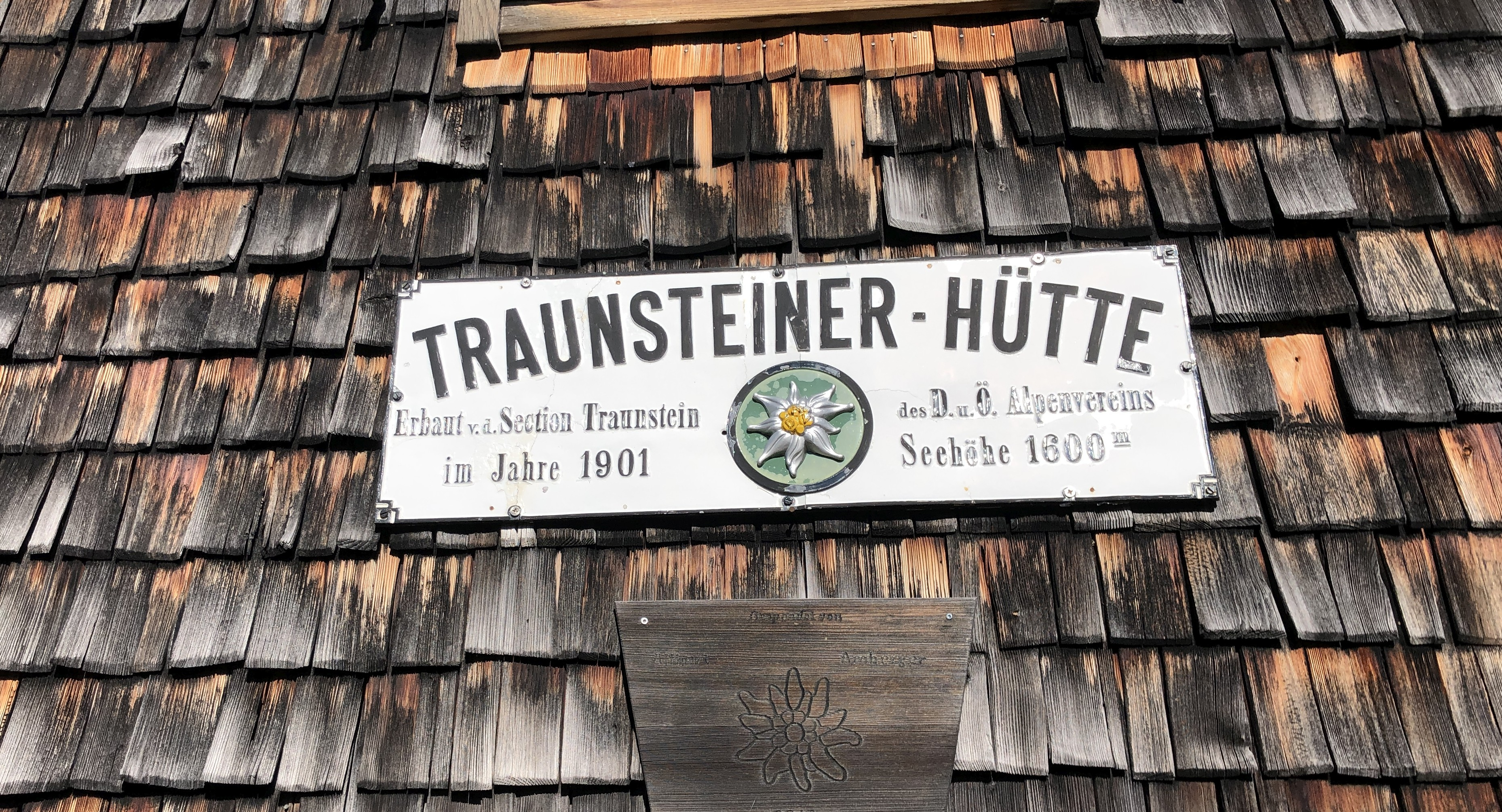
Schild der Alten Traunsteiner Hütte

Die Alte Traunsteiner Hütte ist eine Selbstversorgerhütte der Sektion Traunstein des Deutschen Alpenvereins (DAV). Sie liegt auf 1580 m ü. A. auf der Reiter Alm im Land Salzburg in Österreich.
Die Hütte wurde 1901 von der Sektion Traunstein des Deutschen und Österreichischen Alpenvereins (DuOeAV) erbaut. Infolge der Tausend-Mark-Sperre entschied sich die Sektion für einen Hüttenneubau auf bayerischem Gebiet. Die wesentlich größere Neue Traunsteiner Hütte liegt nur wenige Hundert Meter nordöstlich und wurde 1938 eröffnet. Heute ist die Alte Traunsteiner Hütte nicht öffentlich zugänglich und wird als Ausbildungsstätte der Sektion Traunstein genutzt.